# Оксид урана(VI)
Окси́д ура́на(VI) (триокси́д ура́на, трёхо́кись ура́на) — бинарное неорганическое соединение металла урана и кислорода с формулой UO3, от светло-жёлтых до оранжевых кристаллов или аморфное вещество, нерастворимое в воде, имеет характер амфотерного вещества.

## Получение
- Окисление кислородом под давлением оксида U3O8:

{\displaystyle {\mathsf {2U_{3}O_{8}+O_{2}\ {\xrightarrow {500-550^{o}C,p}}\ 6UO_{3}}}}
- Разложение гидроксида уранила:

{\displaystyle {\mathsf {UO_{2}(OH)_{2}\ {\xrightarrow {350-400^{o}C}}\ UO_{3}+H_{2}O}}}
- Разложение диураната аммония:

{\displaystyle {\mathsf {(NH_{4})_{2}U_{2}O_{7}\ {\xrightarrow {250-280^{o}C}}\ 2UO_{3}+2NH_{3}+H_{2}O}}}

## Физические свойства
Оксид урана(VI) образует от светло-жёлтых до оранжевых кристаллов или аморфное вещество.
Существует в нескольких полиморфных модификациях:
- α-UO3 — ромбическая сингония, параметры ячейки a = 0,684 нм, b = 4,345 нм, c = 0,4157 нм;
- β-UO3 — моноклинная сингония, параметры ячейки a = 1,034 нм, b = 1,433 нм, c = 0,3910 нм, β = 99,03°;
- γ-UO3 — ромбическая сингония, параметры ячейки a = 0,9813 нм, b = 1,993 нм, c = 0,9711 нм;
- δ-UO3 — кубическая сингония, параметры ячейки a = 0,416 нм;
- ε-UO3 — триклинная сингония, параметры ячейки a = 0,4002 нм, b = 0,3841 нм, c = 0,4165 нм, α = 98,10°, β = 90,20°, γ = 120,17°;
- η-UO3 — ромбическая сингония, параметры ячейки a = 0,7511 нм, b = 0,5466 нм, c = 0,5224 нм.

Тип модификации определяется структурой исходного вещества и условия получения.
Образует кристаллогидраты состава UO3·nH2O, где n = 1, 2, 6.

## Химические свойства
- Разлагается при нагревании:

{\displaystyle {\mathsf {6UO_{3}\ {\xrightarrow {450-500^{o}C}}\ 2U_{3}O_{8}+O_{2}}}}
- Реагирует с водой при кипячении, образуя гидроксид уранила:

{\displaystyle {\mathsf {UO_{3}+H_{2}O\ {\xrightarrow {100^{o}C}}\ UO_{2}(OH)_{2}}}}
- Реагирует с кислотами, образуя соли уранила:

{\displaystyle {\mathsf {UO_{3}+2HCl\ {\xrightarrow {}}\ (UO_{2})Cl_{2}+H_{2}O}}}
{\displaystyle {\mathsf {UO_{3}+H_{2}SO_{4}\ {\xrightarrow {}}\ (UO_{2})SO_{4}+H_{2}O}}}
- Реагирует с растворами щелочей, образуя диуранаты:

{\displaystyle {\mathsf {2UO_{3}+2NaOH\ {\xrightarrow {90^{o}C}}\ Na_{2}U_{2}O_{7}\downarrow +H_{2}O}}}
- При сплавлении с щелочами образует уранаты:

{\displaystyle {\mathsf {UO_{3}+2NaOH\ {\xrightarrow {400^{o}C}}\ Na_{2}UO_{4}+H_{2}O}}}
- Реагирует со фтором:

{\displaystyle {\mathsf {2UO_{3}+6F_{2}\ {\xrightarrow {500^{o}C}}\ 2UF_{6}+3O_{2}}}}

## Опасность
Как и все соединения урана, оксид урана(VI) является ядом общетоксического действия, радиотоксичным ядом. В России для соединений урана присвоен первый класс опасности.